# Solamaza
Solamaza es una localidad española del municipio de Ampuero, perteneciente a la comunidad autónoma de Cantabria. 

## Geografía
Esta localidad está situada a 240 m s. n. m. y a 5 kilómetros de la capital municipal, Ampuero.

## Historia
Hacia mediados del siglo XIX, el lugar era referido como un barrio ya por entonces perteneciente al municipio de Ampuero. En 2023, la entidad singular de población de Solamaza tenía empadronados 7 habitantes, todos ellos en diseminado.